# Sri-lankische Badmintonmeisterschaft 1954
Die Sri-lankische Badmintonmeisterschaft 1954 war die zweite Austragung der nationalen Titelkämpfe im Badminton in Sri Lanka. Sie fand in Colombo statt.

## Sieger und Finalisten
| Disziplin    | Gold                                    | Silber                               |
| ------------ | --------------------------------------- | ------------------------------------ |
| Herreneinzel | Raif Jansz                              | Sam Schoorman                        |
| Dameneinzel  | C. J. Fernando                          | Rosemary Cooray                      |
| Herrendoppel | Peethamparam Sivalingam R. P. Nadarajah | A. R. L. Wijesekera V. Shanmuganadan |
| Damendoppel  | Rita Bartholomeusz C. Cheliah           | C. Cooray Rosemary Cooray            |
| Mixed        | Raif Jansz Rita Bartholomeusz           | R. P. Nadarajah C. Chelliah          |